# Liste der Stolpersteine in Flöha
Die Liste der Stolpersteine in Flöha enthält die Stolpersteine, die in der sächsischen Stadt Flöha verlegt worden sind. Stolpersteine erinnern an das Schicksal der Menschen, die von den Nationalsozialisten ermordet, deportiert, vertrieben oder in den Suizid getrieben wurden. Die Stolpersteine wurden von Gunter Demnig konzipiert und verlegt. Sie liegen im Regelfall vor dem letzten selbstgewählten Wohnsitz des Opfers.

## Verlegte Stolpersteine
In Flöha wurden zwei Stolpersteine an zwei Adressen verlegt.
| Stolperstein | Inschrift | Verlegort                                              | Name, Leben |
| ------------ | --- | ------------------------------------------------------ | --- |
|              | HIER WOHNTE ANNA DITTRICH JG. 1911 EINGEWIESEN 1923 HEILANSTALT HOCHWEITZSCHEN 'VERLEGT' 2.8.1940 PIRNA-SONNENSTEIN ERMORDET 2.8.1940 'AKTION T4' | Augustusburger Straße 1 (damals Hauptstrasse 1) (Lage) | Anna Dittrich wurde 1911 geboren. Sie wurde 1923 in die Heilanstalt Hochweitzschen eingewiesen. Von dort wurde sie am 2. August 1940 in die Tötungsanstalt Pirna-Sonnenstein überstellt. Anna Dittrich wurde noch am selben Tag in einer Gaskammer im Keller ermordet. Sie war ein Opfer der Aktion T4. |
|              | HIER WOHNTE WERNER LICHTENSTEIN JG. 1926 SEIT 1939 IN MEHREREN HEILANSTALTEN 'VERLEGT' 29.8.1940 PIRNA-SONNENSTEIN ERMORDET 29.8.1940 'AKTION T4' | Augustusburger Straße 26 (Lage)                        | Werner Lichtenstein wurde 1926 geboren. Er befand sich seit 1930 in verschiedenen Heilanstalten. Am 29. August 1940 wurde er in die Tötungsanstalt Pirna-Sonnenstein überstellt. Werner Lichtenstein wurde noch am selben Tag in einer Gaskammer im Keller ermordet. Er war ein Opfer der Aktion T4.    |

## Verlegung
Die Verlegung erfolgte am 24. August 2021 durch den Künstler Gunter Demnig persönlich.